# Ван Вальт ван Прааг, Михаэль
Михал  (Майкл) Христиан ван Валт ван Праг (нидерл. Michael Christian van Walt van Praag, род. 1951) — юрист из Нидерландов, специализирующийся по международному праву, в 1991—1998 годах занимал пост генерального секретаря Организации наций и народов, не имеющих представительства. С 1984 года был юридическим консультантом Далай-ламы XIV и Тибетского правительства в изгнании.

## Биография
Сын дипломата, начальное образование получил в Италии, среднее — в Гонконге и Новой Зеландии. В 1969—1970 годах изучал политологию, историю, экономику и русский язык в Университете Виктории (Веллингтон, Новая Зеландия).
В 1979 году получил степень «магистр права» в США в Университете Уэйна (Мичиган), а в 1980 году стал магистром права в Утрехтском университете по специальности «международное публичное право». Там же в Утрехте стал доктором права в 1986 году.
В 1968—1970 годах был президентом Общества помощи тибетским детям в Веллингтоне («Wellington Tibetan Children Relief Society»), выпускал «Тибетский бюллетень» для Новой Зеландии.
В 1970—1972 годах служил в Королевских сухопутных войсках Нидерландов.
С 1973 по 1984 год работал в Утрехтском университете и университетах США: Джорджа Вашингтона, Индианском (Блумингтон), Стэнфордском, Калифорнийском (Беркли); состоял членом Совета по развитию Утрехта.
Координировал первые визиты Далай-ламы в Европу (1973), США (1979) и Латинскую Америку (1986). В 1976—1982 годах был директором Координационного центра по тибетским делам (Tibetan Affairs Coordination Office).
С 1984 года являлся консультантом Далай-ламы XIV и Тибетского правительства в изгнании по вопросам международного публичного права, конституционного права, законов о правах человека, а также по вопросам международных отношений.
В 1985—1990 годах работал в юридических фирмах «Wilmer Cutler & Pickering» и «Counsel, Pettit & Martin», консультирующих крупные компании и корпорации.
Стал в 1991 году одним из основателей и по 1998 год был генеральным секретарём Организации наций и народов, не имеющих представительства (UNPO).
Был профессором на факультете международного права в Школе права Университета Золотые Ворота (Golden Gate University School of Law) в Сан-Франциско (2012).
В настоящее время (2022) является соучредителем и исполнительным председателем международной неправительственной организации «Кредда» («Kreddha: International Peace Council for States, Peoples and Minorities», — «чья деятельность направлена на предотвращение и
разрешение конфликтов между группами населения и государствами, в которых они проживают».
Владеет английским, французским, голландским, итальянским и русским языками.

## Награды
- World Gratitude Prize for Peace (Нью-Йорк, 1995)
- Ramon Llull International Award, (Барселона, 2008)[7]

## Избранная библиография
- 1986 : Population Transfer and the Survival of the Tibetan Identity, Special Report Series, U.S. Tibet Committee (New York, 1986; revised edition 1988)
- 1987 : The Status of Tibet: History, Rights and Prospects in International Law, Westview Press / Wisdom Press, Boulder / London, 1987 ; reimprimé en 1992, ISBN 0-8133-0394-X
- 1989 : Introduction de The Legal Status of Tibet, Three Studies by Leading Jurists, 1989, Dharamsala, Office of Information & International Relations
- 1998 : The Implementation of the Right to Self-Determination as a Contribution to Conflict Prevention, Report of the International Conference of Experts (21 — 27 novembre 1998), UNESCO Division of Human Rights, Democracy and Peace, UNESCO Centre of Catalonia (Barcelone, 1999)
- 1999 : RAWOO Report on Local Approaches to Post Conflict Management (RAWOO, The Hague, 1999)
- 2000 : Mobilizing Knowledge for Post-Conflict Development and Development at the Local Level (RAWOO, The Hague, mai 2000).